# Rolls-Royce Goshawk
Il Rolls-Royce Goshawk era un motore aeronautico prodotto dalla britannica Rolls-Royce Limited. Era in pratica uno sviluppo del Kestrel dotato di sistema di raffreddamento a liquidi ad evaporazione. Equipaggiò un prototipo prodotto dalla Hawker, il cosiddetto Fury monoplano in quanto era un prototipo basato sul biplano Hawker Fury, il cui sviluppo culminerà nell'Hawker Hurricane.

## Velivoli utilizzatori
Regno Unito
- Blackburn F3
- Bristol Type 123
- Gloster Gnatsnapper
- Hawker Fury
- Hawker P.V.3
- Supermarine Type 224
- Westland Pterodactyl V
- Westland F.7/30
- Westland PV4